# 鞭 (中国の武器)

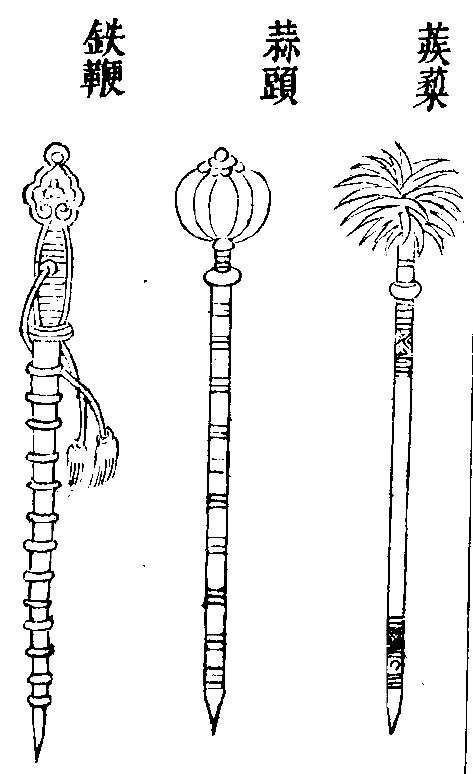
鉄鞭（左）

鞭（べん、ビェン）は中国の伝統的な武器である。乗馬や刑罰に用いる革紐や木の枝で作られた鞭（むち）とは違い、ここで説明する鉄棒状の武器は硬鞭と呼んでいた。ちなみに、軟鞭は多節鞭を指す。
一般的な鞭は90センチメートルほどの鋼、もしくは青銅製の棒で、20センチほどの握り手がある。棒には一定の間隔で竹の節状の突起物がつけられており、接触面を少なくして打撃の効果を高めている。棒は硬く、しなることはない。重量は7、8キログラム。主に馬上にて片手で使用する武器で、両手に2本の鞭を携える者もいた。

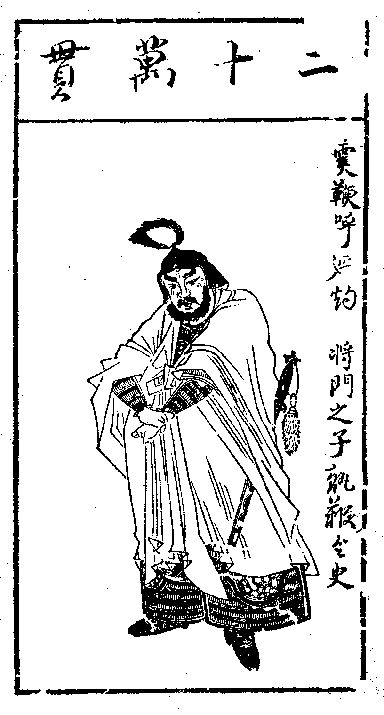
呼延灼。鞭を腰に携えている

鞭が登場したのは唐の時代で、この時期に発展した重装騎兵向けの武器として盛んに用いられた。有名な使い手として、北宋建国に貢献した呼延贊が挙げられる。宋代の小説『水滸伝』では彼の子孫と称し、「双鞭」の渾名を持つ呼延灼が登場しており、2本の鞭を武器としている。
明代の演義小説『説唐演義』では尉遅敬徳が鉄鞭の使い手として挙げられており、これまた水滸伝では彼を倣って「病尉遅」の渾名を持つ孫立が鉄鞭を愛用している。
小説『封神演義』では峨眉山の仙人、趙公明の武器として登場している。趙公明は東晋時代の志怪小説『捜神記』にも登場する来歴の古い神で、現在でも財神・趙元帥として信仰されている。趙元帥は方角にすると北西を司る神で、北西が五行で「水」と「金」を合わせた性質を持つ方角であることから、趙元帥の神像は水を象徴する黒色の髭を蓄え、金を象徴する鉄の冠に鉄鞭（金色に塗られていることもある）、そして虎にまたがった姿である。